# محافظة شيفا
محافظة شيفا (بالإنجليزية: Shefa Province)‏ هو إحدى المحافظات الستة المكونة لجمهورية فانواتو، تتكون من مجموعة جزر، يقدر تعداد سكانها بحوالي 49,500 نسمة على مساحة 1,455 كم2.

## توأمة
لمحافظة شيفا اتفاقيات توأمة مع:
- ناغا